# IC 3330
IC 3330 — галактика типу SBab () у сузір'ї Волосся Вероніки.
Цей об'єкт міститься в оригінальній редакції індексного каталогу.